# Dunkelgrauer Goldaster-Mönch
Der Dunkelgraue Goldaster-Mönch (Cucullia xeranthemi), auch Spreublumenmönch genannt, ist ein Schmetterling (Nachtfalter) aus der Familie der Eulenfalter (Noctuidae).

## Merkmale

### Falter
Die Falter erreichen eine Flügelspannweite von etwa 34 bis 42 Millimetern. Von den grau bis graubraun gefärbten Vorderflügeln heben sich einige dunklere Schatten ab. Die Makel sind meist undeutlich umrandet und ockerbraun gefüllt. Zuweilen ist die Ringmakel leicht eingeschnürt. Auffällig sind einige weiße Pfeilflecke im Saumbereich. Oftmals ist ein dünner schwarzer Strich am Innenrand erkennbar. Die Hinterflügel sind von bräunlichgrauer Farbe, am Saum verdunkelt und zeigen deutlich hervortretende Adern. Auf Thorax bzw. Abdomen heben sich ein schwarzer Kragen sowie ein dunkler Rückenkamm ab.

### Raupe, Puppe
Erwachsene Raupen sind meist grünlich gefärbt und zeigen eine rosaviolette Rückenlinie sowie rötliche, weiß eingefasste Seitenstreifen.
Die Puppe ist gelbbraun getönt, wobei jedoch die Flügelscheiden grünlich schimmern. Der breite Kremaster ist kurz und flach.

### Ähnliche Arten
Eine gewisse Ähnlichkeit besteht zu den Faltern von Cucullia gnaphalii,  die sich jedoch durch die deutlicher ausgeprägten Makel sowie eine leicht bläulich-violette Überstäubung unterscheiden.

## Geographische Verbreitung und Lebensraum
Die Art ist durch Europa lokal von Nordspanien, Italien und Südfrankreich bis in die Balkanländer verbreitet. Die östliche Ausbreitung reicht von Niederösterreich und Ungarn bis nach Südrussland und Westsibirien. Der Dunkelgraue Goldaster-Mönch ist vorwiegend in sonnigen Hügelgebieten, an warmen Hängen sowie in trockenen, steinigen Tälern zu finden.

## Lebensweise
Die Art bildet in warmen Regionen zwei Generationen im Jahr, deren Falter von Mai bis August fliegen. Sie sind dämmerungs- und nachtaktiv und werden von künstlichen Lichtquellen angezogen. Zuweilen saugen sie Nektar an den Blüten von Leimkräutern (Silene), Ringdisteln (Carduus), Kratzdisteln (Cirsium) oder Skabiosen (Scabiosa). Die Raupen ernähren sich überwiegend von Gold-Aster (Aster linosyris). Sie leben ab Juni und verpuppen sich im Spätsommer im Boden, wo die Puppen überwintern.

## Gefährdung
Der Dunkelgraue Goldaster-Mönch kommt in Deutschland nur an wenigen Plätzen, so im Rheingau, an Mosel, Nahe und Ahr sowie am Kaiserstuhl vor und wird auf der Roten Liste gefährdeter Arten als Art mit geographischer Restriktion geführt.

## Systematik und Taxonomie
Die Populationen des Mittelrheingebiets wurden als ssp. kuennerti (Lederer, 1961) beschrieben, fallen aber insgesamt in die Variabilitätsbreite der Art, so dass diese Subspezies heute als Synonym aufgefasst wird, ebenso wie die aus der Ostpaläarktis beschriebene ssp. atrocaerulea (Tshetverikov, 1925).